# Selecció de futbol del Canadà
La selecció de futbol del Canadà és l'equip representatiu del país en les competicions oficials. La selecció és dirigida per l'Associació Canadenca de Futbol, la qual està afiliada a la CONCACAF.
L'única participació del Canadà en la Copa del Món de Futbol va ser a la Copa del Món de Futbol de 1986, en la qual no van marcar cap gol i van quedar en l'última posició. En canvi, en la Copa d'Or de la CONCACAF, ha tingut més èxit, convertint-se en la sorpresa al coronar-se Campió a la Copa d'Or de la CONCACAF 2000.
Tot i això, les esperances que el futbol estigués creixent van desaparèixer al no arribar a la ronda final de la classificació de CONCACAF pels Mundials del 2002, 2006 i 2010.

## Resultats a la Copa del Món
Campions      Finalistes      Tercers      Quarts
Un requadre vermell indica que eren amfitrions del campionat.
| Historial a la Copa del Món | Historial a la Copa del Món       | Historial a la Copa del Món       | Historial a la Copa del Món       | Historial a la Copa del Món       | Historial a la Copa del Món       | Historial a la Copa del Món       | Historial a la Copa del Món       | Historial a la Copa del Món       |
| Edició                      | Ronda                             | Posició                           | PJ                                | PG                                | PE                                | PP                                | GF                                | GC                                |
| --------------------------- | --------------------------------- | --------------------------------- | --------------------------------- | --------------------------------- | --------------------------------- | --------------------------------- | --------------------------------- | --------------------------------- |
| 1930                        | No hi participà                   | No hi participà                   | No hi participà                   | No hi participà                   | No hi participà                   | No hi participà                   | No hi participà                   | No hi participà                   |
| 1934                        | No hi participà                   | No hi participà                   | No hi participà                   | No hi participà                   | No hi participà                   | No hi participà                   | No hi participà                   | No hi participà                   |
| 1938                        | No hi participà                   | No hi participà                   | No hi participà                   | No hi participà                   | No hi participà                   | No hi participà                   | No hi participà                   | No hi participà                   |
| 1950                        | No hi participà                   | No hi participà                   | No hi participà                   | No hi participà                   | No hi participà                   | No hi participà                   | No hi participà                   | No hi participà                   |
| 1954                        | No hi participà                   | No hi participà                   | No hi participà                   | No hi participà                   | No hi participà                   | No hi participà                   | No hi participà                   | No hi participà                   |
| 1958                        | No es classificà                  | No es classificà                  | No es classificà                  | No es classificà                  | No es classificà                  | No es classificà                  | No es classificà                  | No es classificà                  |
| 1962                        | No hi participà                   | No hi participà                   | No hi participà                   | No hi participà                   | No hi participà                   | No hi participà                   | No hi participà                   | No hi participà                   |
| 1966                        | No hi participà                   | No hi participà                   | No hi participà                   | No hi participà                   | No hi participà                   | No hi participà                   | No hi participà                   | No hi participà                   |
| 1970                        | No es classificà                  | No es classificà                  | No es classificà                  | No es classificà                  | No es classificà                  | No es classificà                  | No es classificà                  | No es classificà                  |
| 1974                        | No es classificà                  | No es classificà                  | No es classificà                  | No es classificà                  | No es classificà                  | No es classificà                  | No es classificà                  | No es classificà                  |
| 1978                        | No es classificà                  | No es classificà                  | No es classificà                  | No es classificà                  | No es classificà                  | No es classificà                  | No es classificà                  | No es classificà                  |
| 1982                        | No es classificà                  | No es classificà                  | No es classificà                  | No es classificà                  | No es classificà                  | No es classificà                  | No es classificà                  | No es classificà                  |
| 1986                        | Primera fase                      | 24s                               | 3                                 | 0                                 | 0                                 | 3                                 | 0                                 | 5                                 |
| 1990                        | No es classificà                  | No es classificà                  | No es classificà                  | No es classificà                  | No es classificà                  | No es classificà                  | No es classificà                  | No es classificà                  |
| 1994                        | No es classificà                  | No es classificà                  | No es classificà                  | No es classificà                  | No es classificà                  | No es classificà                  | No es classificà                  | No es classificà                  |
| 1998                        | No es classificà                  | No es classificà                  | No es classificà                  | No es classificà                  | No es classificà                  | No es classificà                  | No es classificà                  | No es classificà                  |
| 2002                        | No es classificà                  | No es classificà                  | No es classificà                  | No es classificà                  | No es classificà                  | No es classificà                  | No es classificà                  | No es classificà                  |
| 2006                        | No es classificà                  | No es classificà                  | No es classificà                  | No es classificà                  | No es classificà                  | No es classificà                  | No es classificà                  | No es classificà                  |
| 2010                        | No es classificà                  | No es classificà                  | No es classificà                  | No es classificà                  | No es classificà                  | No es classificà                  | No es classificà                  | No es classificà                  |
| 2014                        | No es classificà                  | No es classificà                  | No es classificà                  | No es classificà                  | No es classificà                  | No es classificà                  | No es classificà                  | No es classificà                  |
| 2018                        | No es classificà                  | No es classificà                  | No es classificà                  | No es classificà                  | No es classificà                  | No es classificà                  | No es classificà                  | No es classificà                  |
| 2022                        | Primera fase                      | 30s                               | 3                                 | 0                                 | 0                                 | 3                                 | 2                                 | 7                                 |
| 2026                        | Classificat com a co-organitzador | Classificat com a co-organitzador | Classificat com a co-organitzador | Classificat com a co-organitzador | Classificat com a co-organitzador | Classificat com a co-organitzador | Classificat com a co-organitzador | Classificat com a co-organitzador |
| 2030                        | Pendent                           | Pendent                           | Pendent                           | Pendent                           | Pendent                           | Pendent                           | Pendent                           | Pendent                           |
| 2034                        | Pendent                           | Pendent                           | Pendent                           | Pendent                           | Pendent                           | Pendent                           | Pendent                           | Pendent                           |
| Total                       | Primera fase                      | Primera fase                      | 6                                 | 0                                 | 0                                 | 6                                 | 2                                 | 12                                |

### Mèxic 1986

#### Primera fase: Grup C
| Pos | Equip          | PJ | PG | PE | PP | GF | GC | DG | Pts | Classificació                      |
| --- | -------------- | -- | -- | -- | -- | -- | -- | -- | --- | ---------------------------------- |
| 1   | Unió Soviètica | 3  | 2  | 1  | 0  | 9  | 1  | +8 | 5   | Avança a la fase final             |
| 2   | França         | 3  | 2  | 1  | 0  | 5  | 1  | +4 | 5   | Avança a la fase final             |
| 3   | Hongria        | 3  | 1  | 0  | 2  | 2  | 9  | −7 | 2   | Opta a una plaça per la fase final |
| 4   | Canadà         | 3  | 0  | 0  | 3  | 0  | 5  | −5 | 0   |                                    |

| Canadà | 0–1     | França    |
| ------ | ------- | --------- |
|        | Informe | Papin 79' |

| Hongria                   | 2–0     | Canadà |
| ------------------------- | ------- | ------ |
| Esterházy 2' · Détári 75' | Informe |        |

| Unió Soviètica            | 2–0     | Canadà |
| ------------------------- | ------- | ------ |
| Blokhin 58' · Zavarov 74' | Informe |        |